# (36908) 2000 SK182
2000 SK182 (asteroide 36908) é um asteroide da cintura principal. Possui uma excentricidade de 0.07739130 e uma inclinação de 7.74167º.
Este asteroide foi descoberto no dia 20 de setembro de 2000 por LINEAR em Socorro.